# Ерманов, Журсин Молдашулы
Журсин Молдашулы Ерманов (каз. Жүрсін Молдашұлы Ерманов; род. 12 февраля 1951, Улытауский район, Карагандинская область, Казахская ССР, СССР) — казахстанский поэт,  публицист, телеведущий, организатор современного искусства айтыса и ветеран Казахского телевидения. Заслуженный деятель Казахстана (2005).

## Биография
Родился в Улытауском районе, в ауле Курайлы, в семье профессионального охотника. Происходит из подрода даутбай рода узын племени кыпшак.
В 1976 году окончил факультет журналистики Казахского государственного университета им. Кирова.
В 1982 году окончил Алма-Атинскую высшую партийную школу по специальности «политолог».
Трудовую деятельность начал в 1980 году литературным работником газеты «Октябрь туы» Жездинского района.
С 1971 по 1980 годы — старший редактор, главный редактор на Жезказганском телевидении.
С 1982 по 1992 годы — главный редактор Казахского республиканского телевидения.
С 1992 по 1993 годы — заведующий отделом газеты «Қазақ әдебиеті», вице-президент, затем президент республиканской ассоциации сельских писателей Казахстана «Ак кус».
С 1994 по 1996 годы — главный редактор газет «Қазақ мемлекеті», «Қазақстан қанаты», заведующий отделом поэзии журнала «Жұлдыз».
С 1997 по 2003 годы — занимался индивидуальной творческой работой.
С 2003 по 2006 годы — ведущий научный сотрудник, заведующий лабораторией Центра гуманитарных наук Евразийского национального университета им. Л. Н. Гумилева.
С 2006 по 2009 годы — заместитель председателя правления АО телерадиокорпораци «Казахстан» и генеральный директор Казахского радио. советник председателя правления АО «Республиканская телерадиокорпорация Казахстан».
С 2013 по 2016 годы — директор Республиканского книжного музея.

## Семья
- Дочь - Ардақ Ерманова замужем за Турлыханов, Даулет Болатович.[1]

## Награды и звания
- Литературная премия Союза писателей Казахстана имени Мукагали Макатаева (дважды)
- 2001 — Медаль «10 лет независимости Республики Казахстан»
- 2005 — Указом Президента Республики Казахстан от 11 декабря 2005 года награждён почётным званием «Заслуженный деятель Республики Казахстан» за заслуги в казахской поэзии и большой вклад в развитие национального искусства айтыс.[2]
- 2013 — Орден Курмет
- 2015 — Медаль «20 лет Ассамблеи народа Казахстана»
- 2019 — Указом Президента Республики Казахстан от 29 ноября 2019 года награждён орденом «Парасат» за большой вклад в развитие национального искусства айтыс и активную общественную деятельность.[3][4][5]
- 2019 — Государственная стипендия Первого Президента Республики Казахстан — Лидера Нации в области культуры и искусства.[6]
- Почётный гражданин Улытауского района Карагандинской области и Баянаульского района Павлодарской области (2017).
- Почётный профессор Казахской Национальной академии искусств имени Темирбека Жургенова (2019)[7]
- 2023 года (24 октября) — Орден «Отан» один из высших орденов Республики Казахстан.[8]